# Archives françaises du film
Els Archives françaises du film (AFF), anteriorment Service des archives du film després Service des archives du film et du dépôt légal (SAFDL), són un servei encarregat de la gestió de les col·leccions de  pel·lícules confiades a l'Estat francès.

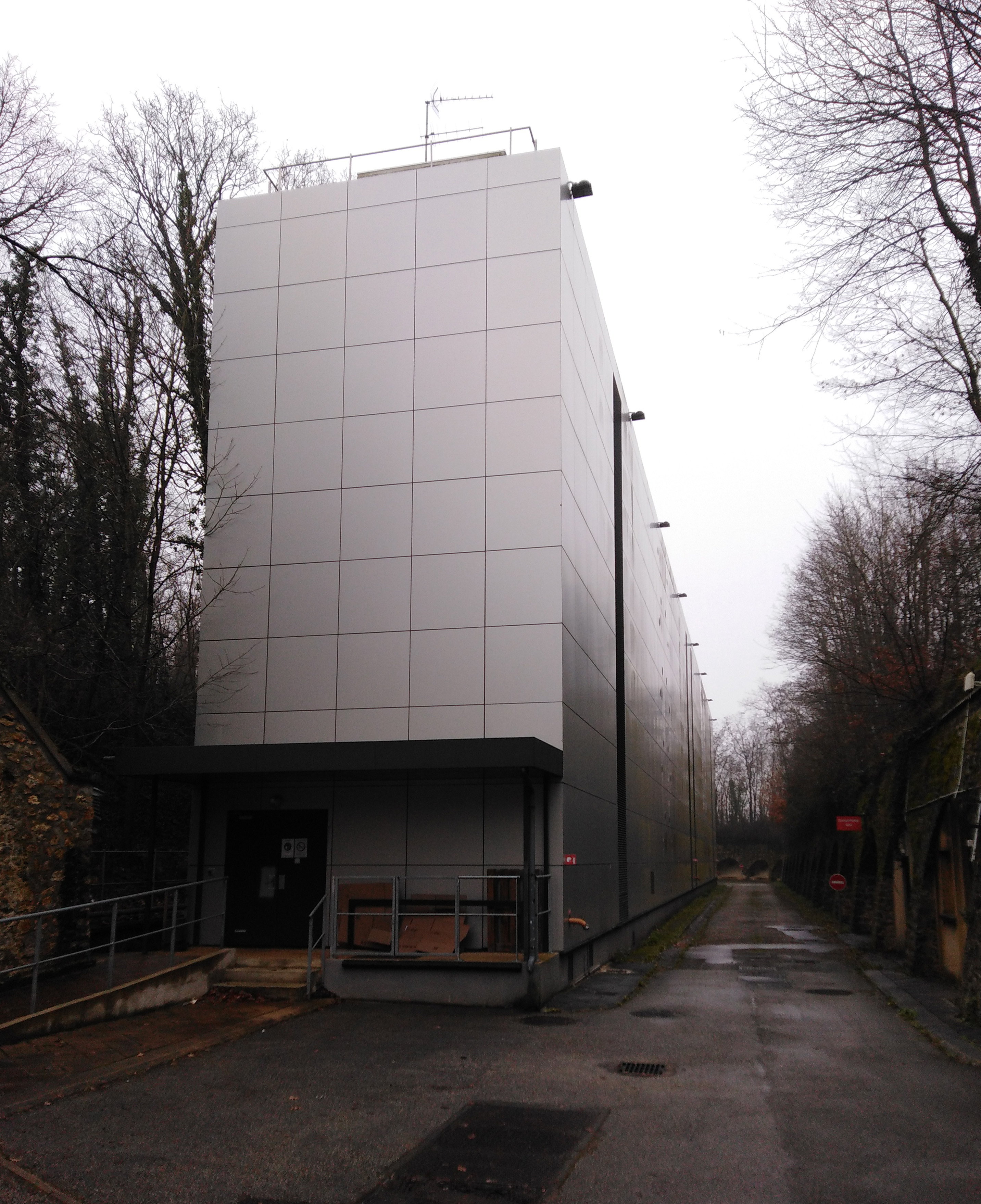
Un dels dipòsits de conservació de pel·lícules

## Història
La seva creació, una iniciativa d'André Malraux, Ministre d'Afers Culturals, gestiona l'assignació d'una funció de conservació cinematogràfica al CNC el 1969.

## Missions
Els Archives françaises du film ha rebut l'encàrrec de recollir, inventariar, guardar i restaurar pel·lícules, com a part de dipòsits voluntaris, donacions, adquisicions i el dipòsit legal. Estan gestionats pel CNC des de 1969.

## Col·leccions
100.000 títols figuren a les col·leccions dels Arxius francesos de cinema. Es poden consultar a dos llocs: a la Biblioteca Nacional de França per a pel·lícules digitalitzades; a Bois-d'Arcy (Yvelines) per amb suport d'argent.